# Самарская митрополия
Самарская митрополия — митрополия Русской православной церкви, образованная в пределах Самарской области. Включает в себя Самарскую, Отрадненскую, Кинельскую, Сызранскую и Тольяттинскую епархии.

## История
В соответствии с Положением об областных преосвященных от 12 марта 1934 года во исполнение постановления Поместного Собора 1917—1918 годов о митрополичьих округах Временный Патриарший Священный Синод образовал церковные области в составе нескольких епархий, в том числе в границах Средневолжского края была образована митрополия с центром а Самаре (с 1935 года — Куйбышев). Дата упразднения точно неизвестна, но ещё в Определении Патриаршего Местоблюстителя от 2 сентября 1942 года отмечалось, что «согласно Положению об областном архиерее, Ульяновская епархия … временно поступает в непосредственное управление Преосвященного архиепископа Куйбышевского». Скорее всего это произошло к 1945 году, при проведении переустройства епископских кафедр.
Митрополия создана на заседании священного Синода Русской Православной Церкви 15—16 марта 2012 года.

## Епархии

### Кинельская епархия
Включает в себя: городские округа Кинель и Чапаевск, муниципальные районы Алексеевский, Безенчукский, Богатовский, Большеглушицкий, Большечерниговский, Кинельский район, Красноармейский, Нефтегорский, Пестравский, Приволжский район и Хворостянский.

### Отрадненская епархия
Включает в себя: городские округа Отрадный и Похвистнево, муниципальные районы Борский, Елховский, Исаклинский, Камышлинский, Кинель-Черкасский, Клявлинский, Кошкинский, Красноярский, Похвистневский, Сергиевский, Челно-Вершинский и Шенталинский.

### Самарская епархия
Включает в себя: городские округа Самара, Новокуйбышевск и Волжский муниципальный район.

### Сызранская епархия
Включает в себя: Сызранский, Октябрьский городские округа, а также Сызранский и Шигонский муниципальные районы.

### Тольяттинская епархия
Включает в себя: Тольяттинский, Жигулёвский городские округа, а также право и левобережную части Ставропольского муниципального района.